# آنتون روپ
آنتون روپ (انگلیسی: Anton Rop؛ زادهٔ ۲۷ دسامبر ۱۹۶۰) یک سیاست‌مدار اهل اسلوونی است.وی از دسامبر ۲۰۰۲ تا دسامبر ۲۰۰۴ نخست‌وزیر این کشور بود.
وی از سال ۲۰۱۰ معاون ریاست بانک سرمایه اروپا را بر عهده دارد.